# Smederevska Palanka
Smederevska Palanka (em cirílico: Смедеревска Паланка) é uma vila da Sérvia localizada no município de Smederevska Palanka, pertencente ao distrito de Podunavlje, na região de Šumadija, Jasenica. A sua população era de 23152 habitantes segundo o censo de 2011.

## Demografia
| 1948 | 1953 | 1961  | 1971  | 1981  | 1991  | 2002  | 2011  |
| ---- | ---- | ----- | ----- | ----- | ----- | ----- | ----- |
| 7413 | 9427 | 13014 | 18687 | 23635 | 25146 | 25300 | 23152 |